# Knížecí rodové patrimonium
Jako knížecí rodové patrimonium je označováno přemyslovské území ohraničené soustavou hradišť ve středních Čechách, která vybudoval pravděpodobně Spytihněv I., za jehož vlády také mělo dojít k zásadnímu upevnění postavení Přemyslovců mezi ostatními knížecími rody v Čechách.
K této soustavě patřily kromě centrální Prahy i Levý Hradec a Budeč, obvod byl ohraničen Starou Boleslaví, Lštěním, Tetínem, Libušínem, a v souvislosti se sňatkem knížete Bořivoje a kněžny Ludmily i Mělníkem. Přemyslovci tak ovládali oblast dnešního Slánska, Kladenska a Berounska až k dolnímu Posázaví, Brandýsku a jižnímu Mělnicku.
Všechna tato hradiště nesla několik společných rysů. Na všech byly v 10. století postaveny kostely, kromě Levého Hradce jsou všechna umístěna na ostrožnách od centra vzdálených cca 26–34 kilometrů, a to na okrajích zalesněných ploch, které přemyslovské panství oddělovaly od ostatních knížecích domén. V blízkosti každého z těchto hradišť vedla významná obchodní cesta: kolem Staré Boleslavi žitavská cesta, u Lštění rakouská, u Tetína řezenská (resp. norimberská) a u Libušína chebská. Je pravděpodobné, že hradiště byla osídlena členy přemyslovského rodu (se Starou Boleslaví je spojen Boleslav I., Ludmila s Tetínem). Tato hradiště v sobě pojila několik funkcí: obrannou, ale pravděpodobně i útočnou, dále církevní a v neposlední řadě i ekonomickou (byly odtud vybírány dávky).
Celý systém byl vystavěn plánovitě, svědčí tedy o promyšlené výstavbě mocenské základny, která později posloužila Boleslavovi I. k zásadnímu rozšíření sféry přemyslovského vlivu.